# Jeremy Barrett
Jeremy Barrett (ur. 10 kwietnia 1984 w Sarasota, Floryda, Stany Zjednoczone) – amerykański łyżwiarz figurowy, startujący w konkurencji par sportowych wraz z partnerką Caydee Denney. Razem zdobyli Mistrzostwo USA w 2010 roku i wicemistrzostwo w 2009 roku.
Od kwietnia 2010, razem z Caydee Denney, znajdują się na 10. miejscu w rankingu par sportowych Międzynarodowej Unii Łyżwiarskiej.
W parze z Caydee Denney startował na Igrzyskach w Vancouver. W konkurencji par sportowych zajęli 13. miejsce.